# Marcel-François Richard
Pour les articles homonymes, voir Richard.
Marcel-François Richard né le 9 avril 1847 à Saint-Louis-de-Kent et mort le 18 juin 1915, est un prêtre catholique et pédagogue canadien. Il a joué un rôle important dans le développement du peuple acadien.

## Biographie

### Enfance et formation
Né à Saint-Louis-de-Kent, au Nouveau-Brunswick, il étudie dans les écoles publiques, puis au collège Saint Dunstan de Charlottetown. Il complète ses études classiques avant de faire sa théologie au grand séminaire de Montréal.

### Profession
En 1870, il est sacré prêtre à l'âge de vingt-trois ans par Mgr Peter McIntyre de Charlottetown. Nommé vicaire dans sa paroisse natale, il occupera ensuite les fonctions de curé de la paroisse et des dessertes environnantes pendant les quinze prochaines années.
À Saint-Louis-de-Kent, la principale préoccupation du père Richard aura été l'éducation. En 1874, il invite la congrégation Notre-Dame de Montréal à s'installer dans la région. Un couvent est construit pour l'instruction populaire de femmes, de religieuses et d'institutrices chrétiennes.
Une école bilingue offrant un cours commercial et un cours préparatoire est bâtie par ses soins pour les jeunes Acadiens en 1874. Cette école deviendra le collège Saint-Louis quelques années plus tard. Le directeur de l'établissement, l'abbé Eugène Biron, a toutefois un désaccord avec l'évêque diocésain Mgr Rogers. La querelle est résolue en 1892 à la suite de la réponse du préfet de la propagande Giovanni Simeoni.
En 1885, Mgr James Rogers (en) envoie Marcel-François Richard à la mission de Rogersville. Il fondait alors la paroisse d'Acadieville. Il s'endette même afin de sauver Rogersville et Acadieville de la ruine après les mauvaises récoltes de 1884 et 1885.

### Militantisme acadien

Drapeau national de l'Acadie

En 1881, Père Richard commence à s'impliquer dans les sociétés nationales acadiennes et collabore à la convention nationale des Acadiens de Memramcook pour établir une fête nationale du peuple acadien. Au sein du mouvement acadien, il s'engage avec Stanislas-Joseph Doucet et François-Xavier Cormier pour décider que la fête de l'Assomption devienne cette fête nationale. Quelques figures comme Philéas-Frédéric Bourgeois et Pierre-Amand Landry avaient alors privilégié la date du 24 juin (la Fête nationale du Québec), mais la date du 15 août fut choisie en définitive.
À la 2e convention nationale des Acadiens en 1884 à Miscouche, on complète le choix des symboles nationaux acadiens. Marcel-François Richard est celui qui a proposé l'Ave Maris Stella pour hymne national des Acadiens. De plus, il a conduit à l'adoption du tricolore étoilé en tant que drapeau national de l'Acadie.
Le père Richard a milité pour que davantage de prêtres acadiens soient admis au sein de l'épiscopat dans les diocèses des maritimes. Ainsi, en 1912, il obtient enfin la nomination du premier évêque acadien, Édouard Alfred LeBlanc. Son militantisme a toutefois déplu à quelques prélats irlando-canadiens, qui lui reprochaient de mettre trop souvent les intérêts du peuple acadien devant celui de l'Église universelle, sans distinction de langues ou origines.
Néanmoins, le père Richard aura beaucoup contribué à la formation de l'identité nationale acadienne lors de la difficile période de la renaissance acadienne. Ses contributions au niveau de l'instruction lui ont valu le surnom d'apôtre de l'Éducation.

### Mort
Il meurt le 18 juin 1915 à Rogersville où il est inhumé près du monument à Notre-Dame de l'Assomption qu'il avait lui-même créé. En 1936, le diocèse de Moncton a été érigé  dans le territoire canonique du peuple acadien, conformément à ses souhaits.